# Dirk Raudies
Dirk Raudies (Biberach an der Riß, 17 de junho de 1964) é um ex-motociclista alemão campeão do mundo e atualmente comentarista esportivo.
Raudies começou sua carreira profissional nas motos em 1986, aos 21 anos, correndo nas categorias da Yamaha-Cup. Após terminar o campeonato europeu de velocidade de 1988 em 13° e o alemão em 7°, Raudies entrou nas corridas do mundial a partir de 1989, terminando aquele ano na 15°. Este ano também ficou próximo do título europeu, terminando em 3°, atrás de Gabriele Debbia e Alessandro Gramigni. Em 1990 viveu seu ano mais prolífico até então, terminando com o título do campeonato alemão de motovelocidade nas 125cc, com a Honda, e em 5° no mundial, obtendo seus dois primeiros pódios: 2°s nos GPs seguidos da Itália e Alemanha. Já 1991 viu pouco sucesso de Raudies, que terminou apenas em 8° no mundial.

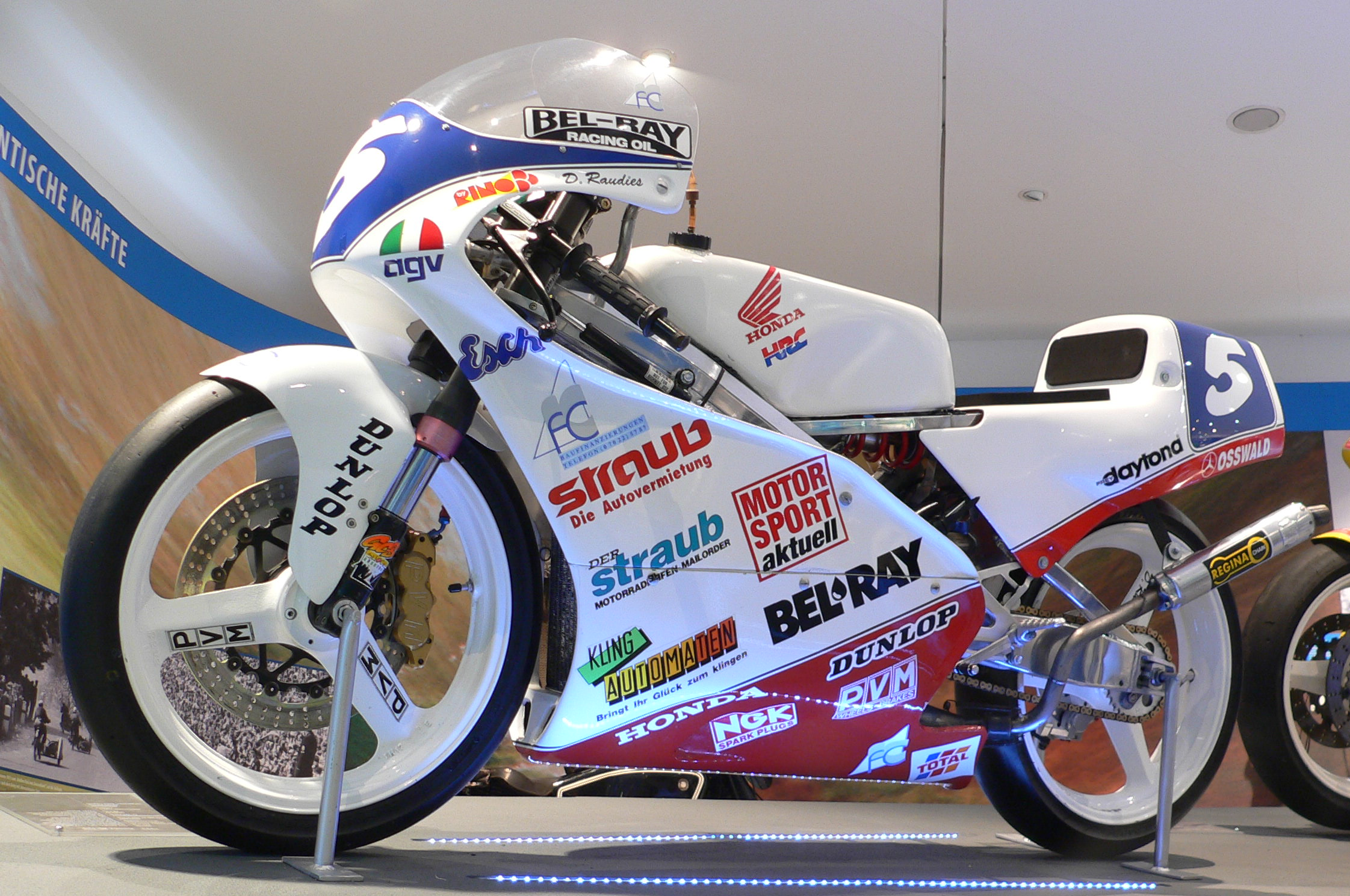
A Honda RS125R de 1993 que terminou com Raudies campeão do mundo.

A temporada de 1992 terminou com Raudies pontuando em todas as corridas, obtendo mais um pódio no GP da Itália (2°) e sua primeira vitória, no GP do Brasil. 1993 começou de forma arrasadora, com Raudies vencendo os três primeiros GPs, da Austrália, Malásia e Japão. Com mais seis vitórias, e outros dois pódios, terminou aquela edição com o título nas 125cc, após uma acirrada disputa com o japonês Kazuto Sakata, que terminou apenas 14 pontos atrás, embora tenha vencido apenas duas corridas no ano (em compensação, terminou 10 corridas com o segundo lugar). Neste mesmo ano de 1993, Raudies também terminou com o título do campeonato espanhol de velocidade nas 125cc.
Raudies chegou a disputar o título na temporada de 1994, mas, embora tenha conseguido mais de três vitórias naquele ano, terminou apenas em quarto, atrás do trio japonês Sakata, Noboru Ueda e Takeshi Tsujimura. Sua última vitória nos mundiais ocorreu em 1995, quando venceu o GP dos Países Baixos, e com mais três pódios, terminou em 5° no campeonato; com seu último pódio ocorrendo no ano seguinte, com um segundo lugar no GP da Áustria. 1997 acabou sendo sua última temporada no mundial, quando terminou em uma decepcionante 25°, seu pior resultado em mundiais. Anos após sua aposentadoria, em 2004, virou comentarista na Eurosport, e também disputou corridas esporádicas de automobilismo, como a Volkswagen Scirocco R Cup em 2011. Ainda em 1993, chegou a disputar a primeira edição da Porsche Supercup.

## Ligação externa
- Perfil no site da MotoGP